# 체코 항공의 운항 노선
2024년 10월 26일 이전까지 체코 항공은 다음과 같은 노선을 운항했었다.

### 아시아

#### 동아시아
- 대한민국
  - 서울 - 인천국제공항
- 중화인민공화국
  - 베이징 - 베이징 수도 국제공항

#### 동남아시아
- 미얀마
  - 양곤 - 양곤 국제공항
- 베트남
  - 하노이 - 노이바이 국제공항
  - 호치민 시 - 떤선녓 국제공항
- 인도네시아
  - 자카르타 - 케마요란 국제공항
- 캄보디아
  - 프놈펜 - 프놈펜 국제공항
- 태국
  - 방콕 - 돈므앙 국제공항
- 필리핀
  - 마닐라 - 니노이 아키노 국제공항

#### 남아시아
- 몰디브
  - 말레 - 말레 국제공항
- 스리랑카
  - 콜롬보 - 반다라나이케 국제공항
- 인도
  - 뭄바이 - 차트라파티 시바지 국제공항

#### 서남아시아
- 레바논
  - 베이루트 - 베이루트 국제공항 계졀편
- 바레인
  - 마나마 - 바레인 국제공항
- 시리아
  - 다마스쿠스 - 다마스쿠스 국제공항
  - 알레포 - 알레포 국제공항
- 아랍에미리트
  - 아부다비 - 아부다비 국제공항
  - 두바이 - 두바이 국제공항
  - 알아인 - 알아인 국제공항
- 이라크
  - 바그다드 - 바그다드 국제공항
- 이스라엘
  - 텔아비브 - 벤구리온 국제공항
- 쿠웨이트
  - 쿠웨이트 시티 - 쿠웨이트 국제공항

#### 중앙아시아
- 아제르바이잔
  - 바쿠 - 헤이다르 알리예프 국제공항
- 우즈베키스탄
  - 타슈켄트 - 타슈켄트 국제공항
- 조지아
  - 트빌리시 - 트빌리시 국제공항
- 카자흐스탄
  - 아스타나 - 누르술탄 나자르바예프 국제공항
  - 알마티 - 알마티 국제공항 계졀편
- 아르메니아
  - 예레반 - 츠바르트노츠 국제공항[2]

### 아프리카

#### 서아프리카
- 기니
  - 코나크리 - 코나크리 국제공항
- 말리
  - 바마코 - 세너우 국제공항
- 세네갈
  - 다카르 - 레오폴 세다르 상고르 국제공항

#### 북아프리카
- 모로코
  - 카사블랑카 - 모하메드 V 국제공항
  - 라바트 - 라바트 살레 공항
- 알제리
  - 알제 - 우아리 부메디엔 공항
- 이집트
  - 카이로 - 카이로 국제공항
  - 후르가다 - 후르가다 국제공항

### 유럽

#### 서유럽
- 영국
  - 런던
    - 런던 개트윅 국제공항
    - 런던 히드로 국제공항

  - 글래스고 - 글래스고 공항
  - 리버풀 - 리버풀 존 레넌 공항
  - 맨체스터 - 맨체스터 공항
  - 버밍엄 - 버밍엄 공항
  - 에든버러 - 에든버러 공항
- 프랑스
  - 파리 - 파리 샤를 드 골 국제공항
  - 파리 - 파리 오를리 공항
  - 니스 - 니스 코트다쥐르 공항
  - 마르세유 - 마르세유 프로방스 공항
  - 스트라스부르 - 스트라스부르 공항
- 독일
  - 베를린 - 베를린 테겔 국제공항
  - 뒤셀도르프 - 뒤셀도르프 국제공항
  - 뮌헨 - 뮌헨 국제공항
  - 슈투트가르트 - 슈투트가르트 공항
  - 쾰른 - 쾰른 본 공항
  - 프랑크푸르트 - 프랑크푸르트 국제공항
  - 하노버 - 하노버 공항
  - 함부르크 - 함부르크 공항
- 아일랜드
  - 더블린 - 더블린 국제공항
  - 섀넌 - 섀넌 공항
  - 코크 - 코크 공항
- 룩셈부르크
  - 룩셈부르크 시티 - 룩셈부르크 핀델 국제공항
- 네덜란드
  - 암스테르담 - 암스테르담 스키폴 국제공항
- 벨기에
  - 브뤼셀 - 브뤼셀 국제공항

#### 중유럽
- 스위스
  - 취리히 - 취리히 국제공항
  - 제네바 - 제네바 국제공항
- 오스트리아
  - 빈 - 빈 국제공항

#### 남유럽
- 그리스
  - 아테네 - 아테네 국제공항
  - 테살로니키 - 테살로니키 국제공항
- 몬테네그로
  - 포드고리차 - 포드고리차 국제공항
- 몰타
  - 발레타 - 몰타 국제공항
- 보스니아 헤르체고비나
  - 사라예보 - 사라예보 국제공항
- 북마케도니아
  - 스코페 - 스코페 국제공항
- 스페인
  - 바르셀로나 - 바르셀로나 엘프라트 국제공항
  - 마드리드 - 마드리드 바하라스 국제공항
  - 빌바오 - 빌바오 공항 계졀편
- 슬로베니아
  - 류블랴나 - 류블랴나 국제공항
- 알바니아
  - 티라나 - 티라나 국제공항
- 이탈리아
  - 로마 - 레오나르도 다 빈치 국제공항
  - 밀라노 - 밀라노 말펜사 국제공항
  - 베니스 - 베니스 마르코 폴로 국제공항
  - 볼로냐 - 볼로냐 굴리엘모 마르코니 국제공항
  - 토리노 - 토리노 카셀레 공항
- 키프로스
  - 라르나카 - 라르나카 국제공항
- 튀르키예
  - 앙카라 - 에센보아 국제공항
- 포르투갈
  - 리스본 - 리스본 포르텔라 국제공항
  - 포르투 - 포르투 공항 계졀편

#### 동유럽
- 체코
  - 프라하 - 프라하 바츨라프 하벨 국제공항 허브
- 라트비아
  - 리가 - 리가 국제공항
- 러시아
  - 모스크바 - 셰레메티예보 국제공항
  - 노보시비르스크 - 톨마쵸보 국제공항
  - 니지니 노브고로드 - 니지니 노브고로드 국제공항
  - 로스토프나도누
    - 로스토프나도누 공항
    - 플라토브 국제공항

  - 사마라 - 코로무쉬 국제공항
  - 상트페테르부르크 - 풀코보 국제공항
  - 예카테린부르크 - 콜초보 국재공항
  - 우파 - 우파 국제공항
  - 카잔 - 카잔 국제공항
  - 페름 - 페름 국제공항
- 루마니아
  - 부쿠레슈티 - 헨리 코안더 국제공항
- 리투아니아
  - 빌뉴스 - 빌뉴스 국제공항
- 벨라루스
  - 민스크 - 민스크 국제공항
- 불가리아
  - 소피아 - 소피아 국제공항
- 세르비아
  - 베오그라드 - 베오그라드 니콜라 테슬라 국제공항
- 슬로바키아
  - 브라티슬라바 - 브라티슬라바 국제공항
  - 슬리아치 - 슬리아치 공항
  - 코시체 - 코시체 국제공항
  - 포프라트 - 포프라트 타트리 공항
- 에스토니아
  - 탈린 - 탈린 공항
- 우크라이나
  - 도네츠크 - 도네츠크 국제공항
  - 르비우 - 르비우 다닐로 로마노비치 국제공항
  - 우지호로드 - 우지호로드 국제공항
  - 하르키우 - 하르키우 국제공항
- 체코
  - 마리안스케라즈네 - 마리안스케라즈네 공항
  - 브르노 - 브르노 투라니 공항
  - 오스트라바 - 오스트라바 레오시 야나체크 공항 계졀편
  - 카를로비바리 - 카를로비바리 공항
- 크로아티아
  - 자그레브 - 자그레브 국제공항
  - 두브로브니크 - 두브로브니크 공항
  - 볼 - 브라치 공항 계졀편
- 폴란드
  - 바르샤바 - 바르샤바 프레드릭 쇼팽 국제공항
  - 라돔 - 라돔 사드코우 공항
  - 우치 - 우치 브와디스와프 레이몬트 공항
  - 제슈프 - 제슈프 야시온카 공항
  - 크라쿠프 - 크라쿠프 발리체 국제공항
- 헝가리
  - 부다페스트 - 부다페스트 페리 헤지 국제공항
  - 샤르멜리크 - 샤르멜리크 헤비츠 벌러톤 공항 계졀편

#### 북유럽
- 노르웨이
  - 오슬로 - 오슬로 가르데르모엔 국제공항
  - 스타방게르 - 스타방게르 공항 계졀편
  - 크리스티안산 - 크리스티안산 공항 계졀편
- 덴마크
  - 코펜하겐 - 코펜하겐 카스트럽 국제공항
  - 빌룬드 - 빌룬드 공항
- 스웨덴
  - 스톡홀름 - 스톡홀름 알란다 국제공항
  - 린셰핑 - 린셰핑 시티 공항 계졀편
  - 벡셰 - 벡셰 스몰란드 공항 계졀편
  - 예테보리 - 예테보리 란드베터 공항
- 아이슬란드
  - 레이캬비크 - 케플라비크 국제공항
- 핀란드
  - 헬싱키 - 헬싱키 반타 국제공항

### 아메리카

#### 북아메리카
- 미국
  - 뉴욕 - 존 F. 케네디 국제공항
  - 뉴어크 - 뉴어크 리버티 국제공항
  - 샌프란시스코 - 샌프란시스코 국제공항
  - 시카고 - 시카고 오헤어 국제공항
- 캐나다
  - 갠더 - 갠더 국제공항
  - 몬트리올 - 몬트리올 피에르 엘리오트 트뤼도 국제공항
  - 토론토 - 토론토 피어슨 국제공항
- 멕시코
  - 멕시코시티 - 멕시코시티 국제공항

#### 남아메리카
- 베네수엘라
  - 마가리타 - 산티아고 마리노 국제공항
- 콜롬비아
  - 산안드레아스 섬 - 구스타보 로하스 피니야 국제공항

#### 카리브해
- 쿠바
  - 하바나 - 호세 마르티 국제공항